# 張賁
張賁（1439年—？年），字彥質，湖廣盧溪縣人，四川成都護衛軍籍，

## 生平
治《易經》，成化元年（1465年）由華陽縣學生中式乙酉科四川鄉試第十一名舉人，成化二年丙戌科會試中式第二百四名，第三甲第一百七十五名進士。正德七年（1512年）任南京太僕寺卿。

## 家族
行六，曾祖張辛一；祖張聰一；父張海；母冷氏；繼母王氏；繼母吳氏。具慶下，妻陳氏，兄彥英；彥華；彥芳、彥蘭；彥芝。